# Мишон (Јужна Дакота)
Мишон (енгл. Mission) град је у америчкој савезној држави Јужна Дакота.

## Демографија
По попису из 2010. године број становника је 1.182, што је 278 (30,8%) становника више него 2000. године.
| Група             | 2000.       | 2010.       |
| Белци             | 196 (21,7%) | 136 (11,5%) |
| Афроамериканци    | 1 (0,1%)    | 3 (0,3%)    |
| Азијати           | 0 (0,0%)    | 1 (0,1%)    |
| Хиспаноамериканци | 12 (1,3%)   | 25 (2,1%)   |
| Укупно            | 904         | 1.182       |